# Hoheria angustifolia
Hoheria angustifolia är en malvaväxtart som beskrevs av Etienne Fiacre Louis Raoul. Hoheria angustifolia ingår i släktet Hoheria och familjen malvaväxter. Inga underarter finns listade i Catalogue of Life.